# 紀元前691年
紀元前691年（きげんぜん691ねん）は、西暦（ローマ暦）による年。紀元前1世紀の共和政ローマ末期以降の古代ローマにおいては、ローマ建国紀元63年として知られていた。紀年法として西暦（キリスト紀元）がヨーロッパで広く普及した中世時代初期以降、この年は紀元前691年と表記されるのが一般的となった。

## 他の紀年法
- 干支 : 庚寅
- 中国
  - 周 - 荘王6年
  - 魯 - 荘公3年
  - 斉 - 襄公7年
  - 晋 - 晋侯緡16年
  - 秦 - 武公7年
  - 楚 - 武王50年
  - 宋 - 湣公元年
  - 衛 - 黔牟6年
  - 陳 - 宣公2年
  - 蔡 - 哀侯4年
  - 曹 - 荘公11年
  - 鄭 - 子嬰3年
  - 燕 - 桓侯7年
- 朝鮮
  - 檀紀1643年
- ユダヤ暦 : 3070年 - 3071年

## できごと

### 中国
- 斉軍と魯の公子溺が衛を攻撃した。
- 紀侯の弟の紀季が酅をもって斉に服属した。

## 死去
- 燕の桓侯